# Bartholomew Roberts

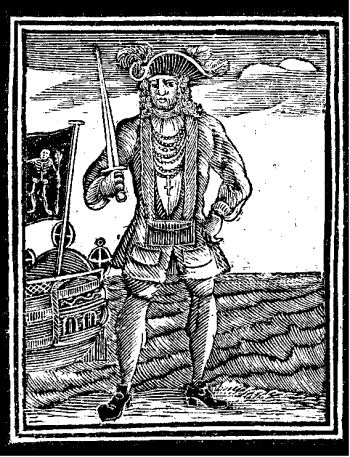
Bartholomew Roberts

Jedna z bander Robertsa

Bartholomew Roberts znany także jako Black Bart i Bart Roberts (ur. 17 maja 1682, zm. 10 lutego 1722) – walijski pirat, w dwa i pół roku obrabował 200 statków (inna legenda mówi o 400 statkach).
Działał w okolicach wysp Barbados i Martynika. Związany jest z tym wzór jednej z jego bander, na której widoczna jest postać pirata, stojąca na dwóch ludzkich czaszkach, podpisanych „ABH” (A Barbadian’s Head), pod drugą „AMH” (A Martiniquan’s Head), symbolizujących głowy marynarzy pochodzących z tych wysp.

## Życiorys
Urodził się jako John Roberts w Walii. Służył na prywatnych statkach zajmujących się głównie przewozem niewolników z Afryki do Ameryki jako podoficer, jednak w czerwcu roku 1719 jego statek został zdobyty przez pirata, również Walijczyka Howella Davisa, a on przyłączył się do załogi pirackiego statku. Po śmierci Davisa, który zginął w przypadkowym starciu, został wybrany przez załogę na nowego kapitana, wtedy też zmienił imię na Bartholomew dla zatarcia śladów.
Porzuciwszy wody afrykańskie, skierował statek ku brzegom Ameryki Południowej. W czasie rejsu natknął się na flotę 42 portugalskich statków handlowych pod eskortą dwóch 70-działowych galeonów wojennych. Charakter Robertsa wygrał ze zdrowym rozsądkiem i wkrótce zdobył wraz z załogą pierwszy z okrętów eskorty, gdzie znalazł 30.000 złotych monet. Gdy Bartholomew Roberts zajęty był zdobywaniem kolejnych jednostek, własny, zaufany kwatermistrz i zastępca porwał mu wszystkie okręty i namówił załogę do ucieczki. Bart Roberts musiał uciekać na 10-działowym slupie, który ochrzcił imieniem „Fortune”. Przechwycił dzięki niemu 4 statki. Zdobyte statki i ich ładunek sprzedał z zyskiem w amerykańskich koloniach, gdzie kupił 28-działowy okręt francuski, który ochrzcił Royal Fortune. Na pokładzie nowej jednostki wyprawił się na pełne statków rybackich wody wokół Nowej Fundlandii, gdzie latem 1720 roku obrabował lub zatopił kilkanaście statków, a następnie ruszył na południe, rabując kolejne statki handlowe. Gdy dotarł jesienią na Morze Karaibskie, miał zdobytych 15 statków angielskich i francuskich, a nawet duży 42-działowy okręt holenderski, którego załogę pokonał po czterech dniach pościgu.
Przejście przez Atlantyk nie powiodło się z powodu niesprzyjających wiatrów, więc jesienią piraci wrócili na Karaiby, by dokonać napadu na Martynikę, gdzie Roberts ujął swego przysięgłego wroga, gubernatora wyspy, którego osobiście powiesił na rei gubernatorskiego okrętu, 52-działowej fregaty, która teraz stała się flagową jednostką Robertsa pod nazwą „Royal Fortune” (Roberts nazywał tak wszystkie swoje większe zdobycze).
Wiosną 1721 roku „Black Bart” wrócił w okolice Zatoki Gwinejskiej w Afryce, gdzie napadł i zdobył kilkanaście statków niewolniczych oraz „Onslow”, duży statek należący do Royal Africa Company, który stał się jego ostatnim „Royal Fortune”. Latem kontynuował napady na statki u wybrzeży dzisiejszej Liberii i Nigerii, nie zdając sobie sprawy, że flota brytyjska postanowiła się z nim rozprawić.
9 lutego 1722 roku piraci zakotwiczyli w zatoce u przylądka Lopez w Gabonie, gdzie odbył się podział zdobyczy i mocno zakrapiana alkoholem zabawa. Następnego dnia rano okazało się, że wyjście z zatoki jest zablokowane przez okręt brytyjski HMS „Swallow” dowodzony przez kapitana Ogle’a. Roberts postanowił minąć brytyjski okręt w nadziei, że jego obecność w zatoce jest przypadkowa, ale przemknięcie się nie powiodło, bowiem kpt. Ogle doskonale wiedział, z kim ma do czynienia. Salwa burtowa kartaczami z bardzo małej odległości spowodowała duże straty na pokładzie „Royal Fortune”, ale bitwa trwała jeszcze trzy godziny, nim pozostali przy życiu piraci skapitulowali.
Brytyjczycy zdobyli dwa pozostałe statki pirackiej flotylli, a na ich pokładach ponad 300 ton złota. Wszystkich 52 ujętych żywcem piratów postawiono przed sądem w Cape Coast Castle w dzisiejszej Gwinei i powieszono na zewnątrz zamku. Był to największy zakończony egzekucją proces piratów w XVIII wieku.